# Emily Fields
Emily Fields é uma personagem fictícia da série televisiva e literária, Pretty Little Liars. Ela é interpretada por Shay Mitchell. Ela é uma sênior na escola e está querendo frequentar a faculdade para a natação.

## Caracterização

### Livros
Emily é descrita como tendo cabelo louro-avermelhado com mechas verdes sutis, resultado do cloro da piscina. Ela tem ombros largos e pernas finas, mas musculadas. Na maioria das vezes, usa jeans e camisetas de natação. Durante anos, ela usou a pulseira da amizade que Alison fez para ela. Emily também é supersticiosa e embora a maioria de suas superstições sejam exclusivas apenas para ela; por exemplo, fazendo um desejo em "4:56" em vez de "11:11".

### Adaptação para televisão
Na adaptação para a TV, a personalidade de Emily é geralmente a mesma que em seu homólogo nos livros. Ela é a atleta do grupo e participa na natação competitiva. No show, ela é de ascendência irlandesa-escocesa, coreana e filipina, com cabelos escuros e olhos castanhos, e seu estilo de vestir-se é mais extrovertido. Além disso, ela também é lésbica, não bissexual (apesar de ter se relacionado com homens antes de descobrir a sua verdadeira identidade) e não tem sido demonstrado que é supersticiosa. Ela finalmente tirou a pulseira da amizade que Alison deu a ela, em uma tentativa de deixar ir os seus sentimentos por a mesma. Demonstrou-se no primeiro episódio que Emily tinha sentimentos por Alison.
Emily é a fiel no grupo de Alison DiLaurentis. Ela sempre vira um "cachorro valente" –como suas próprias amigas dizem– quando falam mal de Alison. Durante sua convivência com Alison, Emily mostrou-se apaixonada e até a beijou algumas vezes. Mas a DiLaurentis deixou bem claro que não queria nenhum ligamento com Emily, senão amizade. Isso machucou muito os sentimentos de Emily.
Um ano após o desaparecimento de Alison, a família de Maya St. Germain mudou-se para a antiga casa em que os DiLaurentis viviam. Como um presente de boas-vindas, a mãe de Emily, Pam Fields, mandou a filha entregar uma cesta com alimentos para a família. Eventualmente, Emily e Maya foram se aproximando e o amor estre elas já estava visível. Emily tinha dificuldades em ser quem ela realmente era, pensando que isso a machucaria. No final da segunda temporada, Maya foi assassinada por um ex-namorado detento, deixando Emily devastada.
Além de Maya, Emily já foi romanticamente ligada à Paige McCullers –uma das vítimas do bullying de Alison—, Samara Cook, Talia Sandoval e Sara Harvey — que, mais tarde, revelou-se ser uma das ajudantes de "A".
Emily prestou todo seu apoio na volta de Alison para casa na 5ª temporada. Em uma noite em que Alison foi ameaçada por A, elas decidiram que seria melhor a Alison dormir na casa dos Fields. E ao dormirem na mesma cama, Alison revela que os beijos dados a Emily, não eram só para ajudar a revelar a sua orientação sexual, e sim que havia sentimentos, tendo medo de demonstrar, assim, beijando-a.

## Recepção da crítica
Drusilla Moorhouse da E! Online notou que a personagem "transformou-se de uma menina confusa para um bebê durão." A Associação da Família da Flórida condenou o caráter de sua sexualidade, e a General Motors, posteriormente, puxou sua publicidade. No entanto, a GM negou o que eles fizeram em torno da identidade sexual do personagem. A personagem estreou na sétima posição do Hot 100 da AfterEllen.com.